# Список советских асов Великой Отечественной войны, одержавших 7 личных побед
Список советских асов Великой Отечественной войны, одержавших по 7 личных побед составлен на основании труда М. Ю. Быкова «Все Асы Сталина 1936—1953 гг.» (М., 2014). Данные по некоторым лётчикам откорректированы только в том случае, когда приведены обоснованные данные по иному количеству их побед.
Серым цветом выделены лётчики, погибшие в бою, пропавшие без вести, не вернувшиеся из боевых вылетов (кроме попавших в плен и вернувшихся из него после окончания войны), погибшие в авиакатастрофах и по другим причинам во время войны.
| Фамилия, Имя, Отчество               | Победы личные | Победы в группе (при их наличии) | Количество боевых вылетов / воздушных боёв | Воинская часть                                                                 | Самолёты, на которых воевал лётчик                  | Примечания |
| ------------------------------------ | ------------- | -------------------------------- | ------------------------------------------ | ------------------------------------------------------------------------------ | --------------------------------------------------- | --- |
| Костылев, Георгий Дмитриевич         | 7             | 29                               | 418/112                                    | 5 иап БФ 3 гиап БФ, 12 оиаэ БФ, 4 гиап БФ, Управление ВВС БФ                   | И-16, МиГ-3, ЛаГГ-3, Харрикейн, Ла-5, Ла-7          | В литературе существует большое количество иных данных о воздушных победах аса. |
| Барабанов, Александр Николаевич      | 7             | 18                               | св.200/ок.70                               | 7 иап 153 гиап 157 иап                                                         | МиГ-3, Харрикейн                                    | Также сбил лично 2 аэростата. В марте 1942 года представлялся к званию Героя Советского Союза. Погиб в авиакатастрофе 16 июля 1942 года.                                                                                      |
| Громов, Георгий Васильевич           | 7             | 18                               | 408/64                                     | 145 иап 147 иап 20 гиап 515 иап                                                | МиГ-3, P-40 Киттихаук, Як-9                         | |
| Бочков, Иван Васильевич              | 7             | 15                               | 327/53                                     | 145 иап 19 гиап                                                                | ЛаГГ-3, P-39 Аэрокобра                              | Сбит и погиб в воздушном бою 4 апреля 1943 года. |
| Камболов, Николай Иванович           | 7             | 15                               | ок.290/-                                   | 2 иап                                                                          | И-153, И-16, ЛаГГ-3, Як-1                           | Умер от ран 9 января 1943 года. |
| Найденко, Михаил Макарович           | 7             | 14                               | -/-                                        | 34 иап 127 иап 774 иап                                                         | МиГ-3, Як-1, Як-7, Як-9                             | В японо-китайской войне сбил в группе 15 японских самолётов. |
| Абрамов, Владимир Фёдорович          | 7             | 13                               | св.600/65                                  | 71 иап БФ 10 гиап БФ                                                           | И-16, И-153, Ла-5                                   | |
| Мотуз, Иван Фомич                    | 7             | 12                               | ок.450/ок.100                              | 20 иап 744 иап 86 гиап                                                         | Як-1, Як-7                                          | |
| Коломиец, Анатолий Степанович        | 7             | 11                               | -/-                                        | 508 иап                                                                        | ЛаГГ-3, Як-7, P-39 Аэрокобра                        | Сбит зенитным огнём и погиб 20 ноября 1943 года. |
| Галкин, Владимир Сергеевич           | 7             | 10                               | -/-                                        | 155 иап 3 гиап                                                                 | И-16, ЛаГГ-3, Ла-5                                  | Не вернулся из боевого вылета 12 августа 1943 года. |
| Калюжный, Павел Павлович             | 7             | 10                               | св.200/св.40                               | 34 иап ПВО 35 иап ПВО 487 иап ПВО, 146 иап ПВО, Управление ЗФ ПВО, 124 иад ПВО | МиГ-3, Як-1, Як-7                                   | |
| Кравцов, Георгий Семёнович           | 7             | 10                               | ок.160/-                                   | 812 иап 520 иап 56 гиап                                                        | Як-1, Як-3                                          | |
| Баранов, Алексей Дмитриевич          | 7             | 9                                | -/-                                        | 7 иап 153 иап                                                                  | МиГ-3                                               | В советско-финской войне сбил 2 самолёта лично. Не вернулся из боевого вылета 21 октября 1941 года. |
| Максименко, Василий Иванович         | 7             | 9                                | 516/св.60                                  | 88 иап 159 гиап                                                                | И-16, ЛаГГ-3                                        | |
| Пушкин, Николай Петрович             | 7             | 9                                | 490/75                                     | 23 иап 92 иап 796 иап 10 иап 2 гиап 482 иап 41 гиап                            | ЛаГГ-3, Ла-5                                        | |
| Сотников, Алексей Александрович      | 7             | 9                                | 199/38                                     | 164 иап 282 иап 293 иап 287 иап                                                | И-16, ЛаГГ-3, Як-1, Як-9, Як-3                      | |
| Калабушкин, Иван Николаевич          | 7             | 8                                | св.200/-                                   | 123 иап 562 иап ПВО                                                            | И-153, Як-1, Як-9                                   | |
| Крутоверцев, Владимир Иванович       | 7             | 8                                | -/-                                        | 41 иап                                                                         | МиГ-3, Як-1                                         | |
| Азаров, Сергей Семёнович             | 7             | 7                                | 324/47                                     | 36 иап 57 гиап                                                                 | И-16, Спитфайр                                      | В воздушном бою 8 мая 1943 года был сбит, получил тяжелые раны и ожоги, покинул самолёт с парашютом, но 10 мая умер в госпитале.                                                                                              |
| Кикоть, Николай Семёнович            | 7             | 7                                | 256/53                                     | 510 иап 11 иап 1 гиап                                                          | ЛаГГ-3, Як-1, Як-7                                  | Тяжело ранен в воздушном бою 20 октября 1943 года, на следующий день умер от ран. |
| Кучеров, Николай Петрович            | 7             | 7                                | ок.140/-                                   | 3 гиап БФ                                                                      | ЛаГГ-3, Як-1, Ла-5                                  | Сбит и погиб в воздушном бою 5 июня 1944 года. |
| Марков, Алексей Михайлович           | 7             | 7                                | св.160/-                                   | 659 иап 897 иап                                                                | Як-1, Як-7, Як-9, Як-3                              | |
| Меньшиков, Дмитрий Алексеевич        | 7             | 7                                | 137/30                                     | 183 иап 427 иап 151 гиап                                                       | Як-7, Як-9                                          | |
| Михайлов, Борис Петрович             | 7             | 7                                | ок.400/-                                   | 9 гиап                                                                         | МиГ-3, P-39 Аэрокобра                               | В 1941—1942 годах воевал в ночном бомбардировочном авиаполку, выполнил около 200 боевых вылетов на У-2 (внесены в общий счет).                                                                                                |
| Терновой, Борис Яковлевич            | 7             | 7                                | -/ок.30                                    | 184 иап 573 иап ПВО 487 иап ПВО 146 гиап ПВО 1007 иап ПВО                      | МиГ-3, Як-1, Як-7                                   | |
| Бринько, Пётр Антонович              | 7             | 6                                | св.100/-                                   | 13 иап БФ                                                                      | И-16                                                | Также сбил 1 аэростат. Согласно публикациям, совершил 2 тарана (документально не подтверждаются). В боевом вылете 14 сентября 1941 года был тяжело ранен зенитным огнём, разбился при попытке посадки повреждённого самолёта. |
| Горбанев, Михаил Гаврилович          | 7             | 6                                | -/-                                        | 38 иап 42 иап                                                                  | И-153, ЛаГГ-3, Як-7                                 | Сбит и погиб в воздушном бою 10 марта 1943 года. |
| Горголюк, Александр Иванович         | 7             | 6                                | 376/48                                     | 180 иап 30 гиап                                                                | МиГ-3, Харрикейн, P-39 Аэрокобра                    | В воздушном бою 2 июня 1943 года был тяжело ранен и лишился зрения. |
| Калинин, Иван Куприянович            | 7             | 6                                | св.400/ок.80                               | 9 иап ЧФ 8 иап ЧФ 6 гиап ЧФ 25 иап ЧФ                                          | И-16, Як-1, ЛаГГ-3                                  | Умер в госпитале от болезни 22 сентября 1944 года. |
| Лозовой, Ефим Ефимович               | 7             | 6                                | св.350/-                                   | 126 иап 28 иап 482 иап 937 иап                                                 | МиГ-3, P-40 Киттихаук, P-39 Аэрокобра, Ла-5, Ла-7   | |
| Рогозин, Николай Николаевич          | 7             | 6                                | 169/67                                     | 659 иап                                                                        | И-15бис, Як-1, Як-7, Як-9, Як-3                     | |
| Смагин Николай Васильевич            | 7             | 6                                | св.380/-                                   | 13 иап 247 иап                                                                 | И-153, И-16, Як-1                                   | Сбит зенитным огнём и погиб 8 июля 1943 года. |
| Ханбеков, Набиюлла Абдурахманович    | 7             | 6                                | 197/33                                     | 13 иап БФ 14 гиап БФ                                                           | Як-7, Як-9                                          | |
| Акинин, Гавриил Дмитриевич           | 7             | 5                                | св.175/-                                   | 897 иап                                                                        | Як-7, Як-1, Як-9, Як-3                              | |
| Гаркуша, Кузьма Дмитриевич           | 7             | 5                                | ок.400/св.30                               | 253 иап 907 иап ПВО 495 иап ПВО                                                | ЛаГГ-3, Ла-5                                        | |
| Голубничий, Фёдор Фёдорович          | 7             | 5                                | 329/-                                      | 87 иап 263 иап 837 иап 760 иап                                                 | И-15бис, МиГ-3, ЛаГГ-3, Харрикейн, Ла-5             | |
| Макеев, Павел Семёнович              | 7             | 5                                | 386/58                                     | 13 иап БФ 21 иап БФ 4 гиап БФ                                                  | И-16, МиГ-3, ЛаГГ-3, Ла-5, Ла-7                     | |
| Назаренко, Александр Сергеевич       | 7             | 5                                | 240/-                                      | 272 иап 21 иап                                                                 | ЛаГГ-3, Ла-5, Ла-7                                  | |
| Николаев, Дмитрий Семёнович          | 7             | 5                                | 343/58                                     | 158 иап 123 иап 27 гиап                                                        | И-16, Як-1, Як-7                                    | В январе 1943 года был тяжело ранен и затем на боевые задания не летал. |
| Смирнов, Леонид Дмитриевич           | 7             | 5                                | -/-                                        | 148 иап                                                                        | И-16, И-153, МиГ-3, Як-1                            | Не вернулся из боевого вылета 6 мая 1943 года. |
| Трясак, Михаил Фёдорович             | 7             | 5                                | -/-                                        | 515 иап                                                                        | Як-7, Як-9                                          | Сбит и погиб в воздушном бою 21 июля 1944 года. |
| Филонов, Михаил Максимович           | 7             | 5                                | 119/-                                      | 659 иап                                                                        | Як-1, Як-7                                          | Погиб в авиакатастрофе 20 мая 1944 года. |
| Чаплыгин, Михаил Николаевич          | 7             | 5                                | 202/-                                      | 172 иап                                                                        | Як-7, Як-3                                          | |
| Чувелёв, Павел Максимович            | 7             | 5                                | 288/62                                     | 20 иап 427 иап 193 иап 193 иад                                                 | Як-1, Ла-5, Як-9, Як-3                              | В Корейской войне сбил лично 1 самолёт. |
| Бугарчев, Борис Максимович           | 7             | 4                                | 336/66                                     | 236 иап 753 иап 4 иап                                                          | И-153, Як-1, Як-7, Як-9                             | |
| Евстратов, Константин Дмитриевич     | 7             | 4                                | 330/45                                     | 27 иап 177 иап 5 гиап                                                          | И-16, МиГ-3, Ла-5                                   | |
| Матвиенко, Трифон Трифонович         | 7             | 4                                | ок.250/-                                   | 926 иап 790 иап 27 гиап 229 иад                                                | ЛаГГ-3, Ла-5                                        | |
| Миронов, Сергей Иванович             | 7             | 4                                | 124/38                                     | 7 иап 153 иап, Инспекция ВВС РККА, 193 иад                                     | И-16, P-39 Аэрокобра, Як-9                          | Также сбил 3 аэростата. Ранее, в советско-финской войне, сбил лично 1 самолёт. |
| Пивоваров, Иван Андреевич            | 7             | 4                                | 315/-                                      | 182 иап ПВО                                                                    | МиГ-3, ЛаГГ-3, Як-1                                 | |
| Пильщиков, Константин Александрович  | 7             | 4                                | 240/-                                      | 168 иап 523 иап                                                                | И-16, ЛаГГ-3, Як-7, Ла-5                            | Сбит зенитным огнём 22 декабря 1944 года и попал в плен, освобождён в апреле 1945 года. |
| Самуйлик, Николай Сергеевич          | 7             | 4                                | св.400/св.50                               | 273 иап 31 гиап                                                                | Як-1                                                | Повреждён зенитным огнём и погиб при попытке вынужденной посадки 28 ноября 1943 года. |
| Семененко, Пётр Макарович            | 7             | 4                                | ок.100/ок.20                               | 72 сап СФ 78 иап СФ                                                            | И-16, Харрикейн                                     | Сбит и погиб в воздушном бою 16 декабря 1941 года. |
| Семёнов, Николай Андреевич           | 7             | 4                                | 263/26                                     | 16 иап                                                                         | МиГ-3                                               | В июле 1943 года представлялся к званию Героя Советского Союза. |
| Сироштан, Василий Васильевич         | 7             | 4                                | 421/-                                      | Полтавская АГ ПВО, 512 иап                                                     | И-16, ЛаГГ-3, Як-1                                  | Сбит и погиб в воздушном бою 25 августа 1942 года. |
| Урусов, Евгений Александрович        | 7             | 4                                | ок.105/-                                   | 12 иап 89 гиап                                                                 | Як-1, Як-7, Як-9                                    | Не вернулся из боевого вылета 17 августа 1944 года. |
| Фарофонтов, Михаил Петрович          | 7             | 4                                | -/-                                        | 146 иап                                                                        | Як-7                                                | Не вернулся из боевого вылета 31 июля 1944 года. |
| Чиняков, Павел Игнатьевич            | 7             | 4                                | -/-                                        | 71 иап БФ 3 гиап БФ                                                            | ЛаГГ-3                                              | В советско-финской войне сбил 1 самолёт лично. |
| Щербаков, Михаил Константинович      | 7             | 4                                | 289/41                                     | 166 иап 88 гиап 8 гиад                                                         | И-16, ЛаГГ-3, Ла-5, Ла-7                            | |
| Щербина, Николай Гаврилович          | 7             | 4                                | 445/52                                     | 34 иап ПВО 35 иап ПВО 124 иап ПВО 26 иап ПВО 26 гиап ПВО                       | МиГ-3, Харрикейн, Як-9                              | |
| Анисимов, Виктор Васильевич          | 7             | 3                                | св.130/-                                   | 28 гиап                                                                        | P-39 Аэрокобра                                      | |
| Бобылкин, Фёдор Петрович             | 7             | 3                                | ок.130/-                                   | 6 иап 273 иап                                                                  | И-153, Як-1                                         | Сбит зенитным огнём и погиб 30 июля 1942 года. |
| Власов, Виктор Васильевич            | 7             | 3                                | св.130/-                                   | 23 иап 526 иап 2 гиап 12 иап 89 гиап                                           | МиГ-3, ЛаГГ-3, Ла-5, Як-7, Як-9, Як-3               | |
| Гвоздев, Василий Максимович          | 7             | 3                                | св.250/св.25                               | 21 иап 402 иап                                                                 | И-16, МиГ-3, Як-1                                   | Не вернулся из боевого вылета 16 июля 1942 года. |
| Гридюшко, Евгений Александрович      | 7             | 3                                | ок.100/-                                   | 78 иап СФ 2 гиап СФ                                                            | Харрикейн, P-40 Киттихаук, P-39 Аэрокобра           | |
| Гурьянов, Григорий Григорьевич       | 7             | 3                                | 365/26                                     | 13 иап БФ 4 гиап БФ 10 гиап БФ                                                 | И-16, Ла-5                                          | Сбит зенитным огнём и погиб 22 августа 1944 года. |
| Деревянкин, Василий Дмитриевич       | 7             | 3                                | 190/41                                     | 14 иап                                                                         | Як-1, Як-9                                          | Сбит и погиб в воздушном бою 9 июля 1944 года. |
| Жуков, Михаил Никитович              | 7             | 3                                | 101/16                                     | 38 иап                                                                         | И-153, ЛаГГ-3                                       | Сбит зенитным огнём и погиб 21 марта 1942 года. |
| Кирсанов, Пётр Семёнович             | 7             | 3                                | 323/ок.30                                  | 153 иап 28 гиап ГУБП ФА ВВС                                                    | МиГ-3, P-39 Аэрокобра, Як-3                         | |
| Козлов, Иван Филиппович              | 7             | 3                                | -/-                                        | 164 иап 286 иап 159 иап 29 гиап                                                | И-153, Ла-5, Як-9                                   | Не вернулся из боевого вылета 17 июня 1944 года. |
| Королёв, Иван Георгиевич             | 7             | 3                                | 408/-                                      | 69 иап 9 гиап                                                                  | ЛаГГ-3, Як-1                                        | |
| Кошелев, Александр Иванович          | 7             | 3                                | -/-                                        | 129 иап 180 иап 183 иап 434 иап 32 гиап                                        | МиГ-3, Харрикейн, Як-1, Як-7                        | Сбит и погиб в воздушном бою 6 января 1943 года. |
| Листаров, Владимир Андреевич         | 7             | 3                                | 235/-                                      | 131 иап 40 гиап                                                                | ЛаГГ-3, Ла-5, Ла-7                                  | |
| Мартынов, Виктор Дмитриевич          | 7             | 3                                | 190/41                                     | 907 иап ПВО                                                                    | Ла-5                                                | |
| Маслов, Борис Васильевич             | 7             | 3                                | 420/-                                      | 90 оиаэ ЧФ 62 иап ЧФ 6 гиап ЧФ                                                 | И-15бис, ЛаГГ-3, Як-1, Як-9                         | |
| Машкин, Анатолий Григорьевич         | 7             | 3                                | ок.190/-                                   | 20 иап 139 гиап                                                                | Як-1, Як-9                                          | |
| Мордвинов, Михаил Дмитриевич         | 7             | 3                                | -/-                                        | 436 иап 237 иап                                                                | Як-1, И-16                                          | Сбит и погиб в воздушном бою 21 октября 1942 года. |
| Насонов, Василий Михайлович          | 7             | 3                                | 171/-                                      | 21 иап 438 иап                                                                 | И-16, ЛаГГ-3, Харрикейн, Як-7, Як-1, P-39 Аэрокобра | |
| Пшеничников, Василий Андреевич       | 7             | 3                                | ок.220/-                                   | 170 иап 100 гиап                                                               | И-16, ЛаГГ-3, P-39 Аэрокобра                        | Сбит в воздушном бою в марте 1942 года и попал в плен, в июне 1943 бежал, после проверки вернулся в истребительную авиацию.                                                                                                   |
| Радченко, Николай Васильевич         | 7             | 3                                | -/-                                        | 66 иап                                                                         | P-39 Аэрокобра                                      | Сбит и погиб в воздушном бою 14 февраля 1944 года. |
| Репин, Николай Кузьмич               | 7             | 3                                | св.100/-                                   | 13 иап БФ 14 гиап БФ                                                           | Як-7, Як-9                                          | Сбит и погиб в воздушном бою 10 октября 1944 года. |
| Родюшкин, Николай Михайлович         | 7             | 3                                | -/-                                        | 146 иап 115 гиап                                                               | Як-7, Як-9                                          | Сбит зенитным огнём и погиб 2 августа 1944 года. |
| Сайко, Алексей Никитович             | 7             | 3                                | 339/34                                     | 181 иап 929 иап 180 гиап                                                       | ЛаГГ-3, Як-1, Ла-5                                  | 1 самолёт сбил тараном. |
| Семовских, Константин Дмитриевич     | 7             | 3                                | -/-                                        | 249 иап                                                                        | Як-1, ЛаГГ-3                                        | Сбит и погиб в воздушном бою 28 мая 1942 года. |
| Скрыпник, Иван Семёнович             | 7             | 3                                | 173/-                                      | 2 гиап                                                                         | ЛаГГ-3, Ла-5, Ла-7                                  | |
| Смешков, Василий Мефодиевич          | 7             | 3                                | 186/45                                     | 659 иап                                                                        | И-15бис, Як-7, Як-1, Як-9, Як-3                     | В декабре 1942 года был представлен к званию Героя Советского Союза. |
| Стародумов, Николай Дмитриевич       | 7             | 3                                | -/-                                        | 754 иап 248 иап                                                                | Як-1, Як-7                                          | Погиб в авиакатастрофе 3 июля 1943 года. |
| Черненко, Николай Никифорович        | 7             | 3                                | -/-                                        | 148 иап 427 иап 193 иап                                                        | МиГ-3, Як-1, Як-7, Ла-5, Як-9                       | Не вернулся из боевого вылета 8 января 1944 года. |
| Чихунов, Иван Сергеевич              | 7             | 3                                | -/-                                        | 426 иап                                                                        | ЛаГГ-3                                              | Сбит и погиб в воздушном бою 8 июня 1942 года. |
| Шестак, Иван Яковлевич               | 7             | 3                                | ок.50/-                                    | 192 иап                                                                        | Ла-5                                                | Не вернулся из боевого вылета 3 августа 1943 года. |
| Ячменев, Иван Иванович               | 7             | 3                                | 128/28                                     | 11 иап 31 гиап                                                                 | Як-1                                                | 1 самолёт сбил тараном. |
| Семовских, Константин Дмитриевич     | 7             | 3                                | -/-                                        | 249 иап                                                                        | Як-1, ЛаГГ-3                                        | Сбит и погиб в воздушном бою 28 мая 1942 года. |
| Скрыпник, Иван Семёнович             | 7             | 3                                | 173/-                                      | 2 гиап                                                                         | ЛаГГ-3, Ла-5, Ла-7                                  | |
| Смешков, Василий Мефодиевич          | 7             | 3                                | 186/45                                     | 659 иап                                                                        | И-15бис, Як-7, Як-1, Як-9, Як-3                     | В декабре 1942 года был представлен к званию Героя Советского Союза. |
| Стародумов, Николай Дмитриевич       | 7             | 3                                | -/-                                        | 754 иап 248 иап                                                                | Як-1, Як-7                                          | Погиб в авиакатастрофе 3 июля 1943 года. |
| Черненко, Николай Никифорович        | 7             | 3                                | -/-                                        | 148 иап 427 иап 193 иап                                                        | МиГ-3, Як-1, Як-7, Ла-5, Як-9                       | Сбит зенитным огнём и погиб 21 марта 1943 года. |
| Башкиров, Вячеслав Филиппович        | 7             | 2                                | 161/ок.20                                  | 788 иап ПВО 907 иап ПВО                                                        | Як-1, Як-7                                          | |
| Голиков, Семён Николаевич            | 7             | 2                                | св.200/-                                   | 629 иап ПВО 38 гиап 83 гиап                                                    | Ла-5                                                | Погиб в авиакатастрофе 20 октября 1944 года. |
| Голиченко, Виктор Степанович         | 7             | 2                                | ок.210/32                                  | 293 иап                                                                        | Як-1, Як-9                                          | |
| Гончаренко, Александр Андреевич      | 7             | 2                                | -/-                                        | 266 иап ПВО 738 иап ПВО                                                        | И-16, Як-1, P-39 Аэрокобра, P-40 Киттихаук          | |
| Городничев, Николай Павлович         | 7             | 2                                | св.200/ок.40                               | 33 иап 129 иап 5 гиап                                                          | МиГ-3, ЛаГГ-3                                       | Погиб в авиакатастрофе 1 марта 1943 года (летел пассажиром). |
| Горшков, Василий Лаврентьевич        | 7             | 2                                | 170/34                                     | 12 иап 89 гиап                                                                 | Як-1, Як-7, Як-9                                    | |
| Губич, Владимир Михайлович           | 7             | 2                                | 197/48                                     | 515 иап                                                                        | Як-1, Як-7, Як-9                                    | 1 самолёт сбил тараном. |
| Дронов, Владимир Алексеевич          | 7             | 2                                | св.100/15                                  | 148 иап                                                                        | Як-1, Як-9                                          | |
| Жаров, Владимир Никифорович          | 7             | 2                                | 646/63                                     | 862 иап 249 иап 163 гиап                                                       | ЛаГГ-3, Ла-5, Ла-7                                  | |
| Задирака, Леонид Васильевич          | 7             | 2                                | 138/-                                      | 27 иап 129 гиап                                                                | Як-1, P-39 Аэрокобра                                | Сбит в бою 19 апреля 1945 года и попал в плен, освобождён в мае 1945. |
| Иванов, Владимир Михайлович          | 7             | 2                                | св.300/св.60                               | 273 иап 814 иап 106 гиап                                                       | Як-1, Як-7, Як-9                                    | |
| Киреев, Николай Алексеевич           | 7             | 2                                | 121/-                                      | 183 иап 150 гиап                                                               | Як-1, Як-7, Як-9, Як-3                              | |
| Кособьянц, Александр Иванович        | 7             | 2                                | -/-                                        | 8 иап ЧФ 6 гиап ЧФ                                                             | И-16, Як-1                                          | Погиб в авиакатастрофе 25 августа 1943 года. |
| Косс, Александр Филиппович           | 7             | 2                                | 92/17                                      | 115 гиап                                                                       | Як-9, Як-3                                          | |
| Ледяев, Владимир Фёдорович           | 7             | 2                                | 196/32                                     | 9 иап ЧФ и БФ                                                                  | ЛаГГ-3, Як-9                                        | |
| Логинов, Иван Иванович               | 7             | 2                                | 72/-                                       | 38 иап                                                                         | И-153, ЛаГГ-3                                       | Не вернулся из боевого вылета 30 января 1942 года. |
| Маньковский, Анатолий Филиппович     | 7             | 2                                | 261/-                                      | 524 иап 17 иап 494 иап                                                         | И-16, ЛаГГ-3, P-39 Аэрокобра                        | |
| Медведенко, Иван Давыдович           | 7             | 2                                | ок.100/-                                   | 291 иап 21 гиап                                                                | ЛаГГ-3, Як-1                                        | Сбит и погиб в воздушном бою 11 июля 1942 года. |
| Мухин, Борис Александрович           | 7             | 2                                | -/-                                        | 153 иап 28 гиап                                                                | И-153, P-39 Аэрокобра                               | В Корейской войне сбил лично 1 самолёт. |
| Орлов, Владимир Павлович             | 7             | 2                                | ок.80/-                                    | 482 иап                                                                        | Ла-5, Ла-7                                          | |
| Пахомов, Алексей Константинович      | 7             | 2                                | -/-                                        | 19 иап ГУБП ФА ВВС                                                             | И-16, ЛаГГ-3, Ла-5, Як-1, Як-3                      | |
| Петухов, Леонид Михайлович           | 7             | 2                                | -/-                                        | 148 иап 927 иап 40 гиап 161 иап                                                | И-153, ЛаГГ-3, Ла-5                                 | |
| Рожков, Василий Дмитриевич           | 7             | 2                                | 380/-                                      | 445 иап ПВО 177 иап 862 иап                                                    | МиГ-3, P-39 Аэрокобра                               | |
| Сапрыкин, Константин Владимирович    | 7             | 2                                | -/-                                        | 248 иап                                                                        | И-16, ЛаГГ-3, Як-1, Як-9                            | Не вернулся из боевого вылета 9 июля 1943 года. |
| Сапунов, Георгий Алексеевич          | 7             | 2                                | -/-                                        | 180 иап 9 иап 211 гиап                                                         | МиГ-3, P-39 Аэрокобра                               | |
| Сигарев, Венедикт Петрович           | 7             | 2                                | 27/18                                      | 43 иап                                                                         | Як-7                                                | Не вернулся из боевого вылета 29 мая 1943 года. |
| Смирнов, Виктор Петрович             | 7             | 2                                | 129/37                                     | 629 иап ПВО                                                                    | И-16                                                | В воздушном бою 2 октября 1942 года ценой жизни тараном уничтожил немецкий самолёт. |
| Солуянов Александр Павлович          | 7             | 2                                | 250/67                                     | 92 иап                                                                         | Ла-5, Ла-7                                          | |
| Федоза, Александр Порфирьевич        | 7             | 2                                | -/-                                        | 20 иап                                                                         | Як-1                                                | Сбит и погиб в воздушном бою 18 ноября 1941 года. |
| Фёдоров, Константин Григорьевич      | 7             | 2                                | ок.550/30                                  | 910 иап ПВО 148 гиап ПВО                                                       | И-153, ЛаГГ-3, Ла-5                                 | |
| Чаплиев, Юрий Михайлович             | 7             | 2                                | -/-                                        | 153 иап 28 иап                                                                 | P-39 Аэрокобра                                      | Также сбил 5 аэростатов. Не вернулся из боевого вылета 29 июня 1944 года. |
| Червоткин, Фёдор Митрофанович        | 7             | 2                                | -/-                                        | 867 иап 814 иап 106 гиап                                                       | Як-1, Як-7, Як-9                                    | |
| Черников, Борис Фёдорович            | 7             | 2                                | -/-                                        | 431 иап 563 иап 116 гиап                                                       | Як-1, Як-3                                          | |
| Черноглазов, Иван Никифорович        | 7             | 2                                | ок.200/-                                   | 611 иап                                                                        | Як-1, Як-9, Як-3                                    | Сбит и погиб в воздушном бою 25 декабря 1944 года. |
| Шумилов, Иван Петрович               | 7             | 2                                | 565/-                                      | 16 иап ПВО 320 иад                                                             | МиГ-3                                               | 1 самолёт сбил тараном. |
| Якимов, Александр Иванович           | 7             | 2                                | св.330/-                                   | 520 иап 434 иап 32 иап 265 иад 291 иап                                         | ЛаГГ-3, Як-1, Як-7                                  | В боях на Халхин-Голе сбил 2 японских самолёта в группе. |
| Александров, Николай Александрович   | 7             | 1                                | 206/21                                     | 34 иап                                                                         | МиГ-3, Ла-5                                         | В боях на Халхин-Голе сбил 1 японский самолёт в группе. Погиб в авиакатастрофе 2 сентября 1944 года. |
| Аленин, Дмитрий Иванович             | 7             | 1                                | -/-                                        | 45 иап                                                                         | Як-1, P-39 Аэрокобра                                | Погиб в авиакатастрофе 13 февраля 1943 года. |
| Андреев, Николай Полихронович        | 7             | 1                                | -/-                                        | 4 иап                                                                          | Як-7, Як-1, Як-9                                    | |
| Аносов, Александр Потапович          | 7             | 1                                | 227/22                                     | 162 иап                                                                        | Як-7, Як-9                                          | |
| Бабаев, Борис Сергеевич              | 7             | 1                                | -/-                                        | 62 сап ЧФ 8 иап ЧФ 6 гиап ЧФ, Управление ВВС ВМФ                               | МиГ-3, Як-1                                         | |
| Бойченко, Михаил Ильич               | 7             | 1                                | 218/28                                     | 20 иап СФ 225 иап СФ 27 иап СФ 78 иап СФ                                       | Як-1, P-40 Киттихаук                                | |
| Васильев Андрей Тимофеевич           | 7             | 1                                | 85/30                                      | 159 иап                                                                        | P-40 Киттихаук, Ла-5                                | Сбит и погиб в воздушном бою 28 июня 1944 года. |
| Виноградов, Александр Константинович | 7             | 1                                | св.20/-                                    | 233 иап                                                                        | Як-7                                                | Не вернулся из боевого вылета 4 августа 1943 года. |
| Волченков, Михаил Григорьевич        | 7             | 1                                | -/-                                        | 653 иап                                                                        | И-15бис, Як-1                                       | Сбит и погиб в воздушном бою 27 февраля 1943 года. |
| Воротников, Николай Фёдорович        | 7             | 1                                | ок.180/-                                   | 196 иап                                                                        | P-40 Киттихаук, P-39 Аэрокобра                      | Погиб в боевом вылете 15 июня 1944 года в столкновении с своим самолётом. |
| Гайдуров, Александр Афанасьевич      | 7             | 1                                | -/-                                        | 32 иап ЧФ 11 гиап ЧФ                                                           | И-15бис, P-39 Аэрокобра                             | |
| Гапунов, Анатолий Григорьевич        | 7             | 1                                | -/-                                        | 427 иап                                                                        | Як-1, Як-9                                          | Сбит и погиб в воздушном бою 30 мая 1944 года. |
| Гогулин, Павел Иванович              | 7             | 1                                | -/-                                        | 274 иап                                                                        | Як-7, Як-1, Як-9                                    | Сбит и погиб в воздушном бою 25 октября 1943 года. |
| Горизонт, Анатолий Ильич             | 7             | 1                                | св.135/-                                   | 183 иап 91 иап                                                                 | МиГ-3, Як-1, Як-9                                   | Сбит и погиб в воздушном бою 29 ноября 1943 года. |
| Гробовой, Пётр Романович             | 7             | 1                                | -/-                                        | 287 иап                                                                        | Харрикейн                                           | Не вернулся из боевого вылета в октябре 1943 года. |
| Данилин, Георгий Романович           | 7             | 1                                | 333/св.50                                  | 169 иап 900 иап                                                                | И-153, МиГ-3, ЛаГГ-3, Як-7, Як-9                    | |
| Дементьев, Александр Михайлович      | 7             | 1                                | -/-                                        | 976 иап                                                                        | Як-7, Як-9                                          | |
| Дзуцев, Михаил Антонович             | 7             | 1                                | -/-                                        | 269 иап 927 иап 813 иап 263 иап                                                | И-153, ЛаГГ-3, Ла-5, Ла-7                           | |
| Долгалев, Сергей Семёнович           | 7             | 1                                | 194/-                                      | 20 иап 139 гиап                                                                | Як-1, Як-7, Як-9                                    | 1 самолёт сбил тараном. |
| Дудыкин, Михаил Евсеевич             | 7             | 1                                | -/-                                        | 233 иап 896 иап 165 иап 739 иап                                                | МиГ-3, Як-1, Ла-5                                   | |
| Дьяков, Иван Андреевич               | 7             | 1                                | 151/30                                     | 29 гиап 14 гиап                                                                | Як-7, Як-9                                          | |
| Еросинин, Анатолий Петрович          | 7             | 1                                | ок.80/-                                    | 116 гиап                                                                       | Як-1, Як-3                                          | |
| Ефименко, Андрей Ефремович           | 7             | 1                                | св.80/-                                    | 181 иап 929 иап 30 гиап                                                        | ЛаГГ-3, Як-1, P-39 Аэрокобра                        | Не вернулся из боевого вылета 8 мая 1943 года. |
| Желнин, Анатолий Никифорович         | 7             | 1                                | 103/25                                     | 508 иап 213 гиап                                                               | P-39 Аэрокобра                                      | Сбит в воздушном бою 12 декабря 1943 года и попал в плен, в феврале 1944 года бежал, в марте вернулся в свой полк. |
| Задворных, Борис Васильевич          | 7             | 1                                | -/-                                        | 845 иап                                                                        | Як-1, Як-7, Як-9                                    | Сбит в воздушном бою 21 сентября 1944 года и попал в плен, 30 октября 1944 года расстрелян гитлеровцами за попытку побега. |
| Зенькович, Николай Яковлевич         | 7             | 1                                | 237/37                                     | 2 гиап                                                                         | Ла-5, Ла-7                                          | |
| Клочко, Иван Тимофеевич              | 7             | 1                                | 219/-                                      | 270 иап 152 гиап                                                               | Як-1, Як-7, Як-9                                    | |
| Колесников, Александр Иванович       | 7             | 1                                | ок.80/-                                    | 240 иап                                                                        | Ла-5                                                | Сбит и погиб в воздушном бою 30 января 1944 года. |
| Котляр, Григорий Григорьевич         | 7             | 1                                | 127/25                                     | 85 гиап                                                                        | Як-1, Як-9                                          | |
| Куфтин, Василий Васильевич           | 7             | 1                                | 444/106                                    | 32 иап ЧФ 8 иап ЧФ 6 гиап ЧФ                                                   | Як-1, Як-9                                          | |
| Логинов, Александр Николаевич        | 7             | 1                                | -/-                                        | 519 иап                                                                        | Як-1, Як-7                                          | Погиб в воздушном бою 5 июля 1943 года, ценой жизни таранив немецкий самолёт. |
| Лукьяненко, Александр Тихонович      | 7             | 1                                | -/-                                        | 283 иап 1 гиап                                                                 | Як-7, Як-1                                          | Погиб в авиакатастрофе 27 февраля 1944 года. |
| Макаревич, Михаил Иванович           | 7             | 1                                | -/-                                        | 176 иап                                                                        | МиГ-3, Як-1, Як-3                                   | Не вернулся из боевого вылета 11 марта 1945 года. |
| Матюшенко, Николай Алексеевич        | 7             | 1                                | 207/25                                     | 92 иап                                                                         | Ла-5, Ла-7                                          | |
| Мжачих, Иван Никанорович             | 7             | 1                                | -/-                                        | 429 иап 875 иап 66 гиап                                                        | Як-1, Як-7, Як-9                                    | Сбит зенитным огнём и погиб 16 февраля 1944 года. |
| Михайлов, Анатолий Иванович          | 7             | 1                                | -/-                                        | 926 иап 790 иап                                                                | ЛаГГ-3, Ла-5                                        | |
| Ненашев, Василий Иванович            | 7             | 1                                | 263/-                                      | 27 иап 563 иап 116 гиап 283 иад                                                | И-16, МиГ-3, Як-1, Як-3                             | |
| Нестеров, Игорь Константинович       | 7             | 1                                | 659/33                                     | 445 иап ПВО 11 иап 273 иап 31 гиап                                             | МиГ-3, Як-1, Як-9                                   | |
| Никонов, Иван Матвеевич              | 7             | 1                                | 256/-                                      | 519 иап                                                                        | Як-1, Як-7, Як-9                                    | |
| Орлов, Алексей Максимович            | 7             | 1                                | 210/28                                     | 487 иап 907 иап ПВО                                                            | МиГ-3, Як-1, Як-7, Ла-5                             | 1 самолёт сбил тараном. |
| Подоросский, Соломон Григорьевич     | 7             | 1                                | св.130/-                                   | 196 иап                                                                        | МиГ-3, P-40 Киттихаук, P-39 Аэрокобра, Як-1         | |
| Поздняков, Яков Миронович            | 7             | 1                                | ок.350/-                                   | 162 иап 513 иап                                                                | МиГ-3, Як-1, Як-7, Як-9                             | |
| Показий, Александр Петрович          | 7             | 1                                | 309/-                                      | 23 иап 293 иап ГУБП ФА ВВС                                                     | МиГ-3, Як-1, Як-3                                   | |
| Пятахин, Иван Матвеевич              | 7             | 1                                | св.120/-                                   | 89 иап                                                                         | Як-7, Як-9                                          | |
| Рыбаков, Иван Алексеевич             | 7             | 1                                | 70/25                                      | 12 иап 89 гиап                                                                 | Як-7, Як-9                                          | Сбит и погиб в воздушном бою 17 августа 1944 года. |
| Савельев, Сергей Михайлович          | 7             | 1                                | -/-                                        | 146 иап 659 иап                                                                | МиГ-3, Як-1, Як-7, Як-9                             | Погиб в авиакатастрофе 13 октября 1943 года. |
| Садовник, Григорий Игнатьевич        | 7             | 1                                | 78/11                                      | 266 иап ПВО                                                                    | И-16, Як-1                                          | |
| Сильковский, Виталий Васильевич      | 7             | 1                                | ок.70/-                                    | 416 иап 30 гиап                                                                | ЛаГГ-3, P-39 Аэрокобра                              | Сбит и погиб в воздушном бою 2 июля 1943 года. |
| Скляров, Константин Дмитриевич       | 7             | 1                                | 222/-                                      | 976 иап                                                                        | И-16, Як-7, Як-9                                    | Сбит и погиб в воздушном бою 6 сентября 1944 года. |
| Смирнов, Николай Николаевич          | 7             | 1                                | -/-                                        | 416 иап 437 иап 773 иап                                                        | ЛаГГ-3, Ла-5, P-39 Аэрокобра                        | |
| Соколов, Александр Николаевич        | 7             | 1                                | -/-                                        | 160 иап 193 иап 2 гиап 482 иап                                                 | МиГ-3, Як-1, Як-7, Як-9                             | 1 самолёт сбил тараном. Погиб в авиакатастрофе 14 апреля 1945 года. |
| Соловьёв, Михаил Павлович            | 7             | 1                                | ок.200/-                                   | 13 иап БФ 14 гиап БФ                                                           | Як-7, Як-9                                          | |
| Солуянов, Анатолий Павлович          | 7             | 1                                | ок.80/-                                    | 92 иап                                                                         | Ла-5                                                | Сбит в боевом вылете 20 октября 1943 года и пленён, освобождён в мае 1945 года. |
| Стерпул, Иван Иванович               | 7             | 1                                | св.300/-                                   | 249 иап 131 иап 40 гиап 8 гиад                                                 | И-153, И-16, Як-1, ЛаГГ-3, Ла-5                     | Сбит и погиб в воздушном бою 8 октября 1943 года. |
| Строганов, Иван Ефимович             | 7             | 1                                | 135/27                                     | 181 иап 180 гиап                                                               | Ла-5                                                | |
| Сычев, Пётр Семёнович                | 7             | 1                                | 431/-                                      | 13 иап БФ 9 иап БФ и ЧФ                                                        | И-16, ЛаГГ-3, Як-9                                  | |
| Татарчук, Алексей Герасимович        | 7             | 1                                | св.500/28                                  | 286 иап 11 гиап                                                                | И-16, Ла-5                                          | |
| Хоренко, Константин Фёдорович        | 7             | 1                                | 123/-                                      | 306 иап                                                                        | Як-9                                                | Сбит и погиб в воздушном бою 25 апреля 1945 года. |
| Цикин, Илья Алексеевич               | 7             | 1                                | ок.170/-                                   | 10 иап 494 иап                                                                 | И-16, МиГ-3, Як-1, P-39 Аэрокобра                   | Не вернулся из боевого вылета 22 октября 1944 года. |
| Чалый, Даниил Романович              | 7             | 1                                | 180/-                                      | 25 иап 297 иап 179 гиап                                                        | МиГ-3, Ла-5, Ла-7                                   | |
| Черепанов, Георгий Иванович          | 7             | 1                                | 259/-                                      | 188 иап 122 иап ГУБП ФА ВВС                                                    | МиГ-3, Як-1, Як-7, Як-3                             | |
| Чернов, Сергей Егорович              | 7             | 1                                | 54/8                                       | 253 иап 145 гиап                                                               | Як-7, Як-9, Ла-5                                    | |
| Чиков, Дмитрий Иосифович             | 7             | 1                                | -/-                                        | 211 иап 431 иап 832 иап                                                        | Як-1, Як-7, Як-9                                    | |
| Шкурко, Илья Алексеевич              | 7             | 1                                | св.260/-                                   | 12 иап БФ                                                                      | Як-7, Як-1, Як-9                                    | |
| Юрков, Михаил Иванович               | 7             | 1                                | ок.100/-                                   | 89 гиап                                                                        | Як-7, Як-9                                          | |
| Якубов, Николай Сергеевич            | 7             | 1                                | -/-                                        | 297 иап                                                                        | Ла-5                                                | Не вернулся из боевого вылета 16 октября 1943 года. |
| Абзианидзе, Михаил Амбакович         | 7             |                                  | св.85/-                                    | 50 иап 813 иап 522 иап 215 иад 156 иап                                         | МиГ-3, Ла-5, Ла-7                                   | Во время боёв на Халхин-Голе сбил лично 2 и в группе 3 японских самолёта. |
| Андрияш, Пётр Яковлевич              | 7             |                                  | ок.150/-                                   | 13 иап БФ 14 гиап БФ                                                           | Як-7, Як-9                                          | |
| Андрющенко, Александр Митрофанович   | 7             |                                  | -/-                                        | 161 иап                                                                        | Ла-5                                                | |
| Арцев, Николай Константинович        | 7             |                                  | 121/18                                     | 486 иап                                                                        | Ла-5, Ла-7                                          | |
| Бабенко, Михаил Афанасьевич          | 7             |                                  | 141/-                                      | 402 иап                                                                        | Як-1, Як-3                                          | Также сбил 1 аэростат. Не вернулся из боевого вылета 19 апреля 1945 года. |
| Баланин, Николай Дмитриевич          | 7             |                                  | -/-                                        | 40 иап 41 гиап 19 иап                                                          | И-16, Ла-5                                          | Погиб в авиакатастрофе 24 августа 1943 года. |
| Баранов, Александр Андреевич         | 7             |                                  | 445/72                                     | 7 иап 153 иап 14 гиап                                                          | МиГ-3, Як-1, Як-9                                   | |
| Бахматков, Евгений Маркович          | 7             |                                  | 197/24                                     | 866 иап                                                                        | Як-1, Як-7, Як-9, Як-3                              | |
| Бахуленков, Иван Петрович            | 7             |                                  | 346/44                                     | 35 иап 487 иап 193 иап 177 гиап 178 гиап                                       | МиГ-3, Ла-5                                         | |
| Бегалов, Владимир Яковлевич          | 7             |                                  | -/-                                        | 876 иап 42 иап 133 гиап                                                        | Як-1, Як-7, Як-9                                    | |
| Белов, Алексей Платонович            | 7             |                                  | 80/-                                       | 520 иап 896 иап                                                                | Як-1                                                | |
| Белов, Иван Ефимович                 | 7             |                                  | 127/-                                      | 347 иап                                                                        | Як-9                                                | |
| Белокудренко, Иван Данилович         | 7             |                                  | 260/-                                      | 31 гиап 9 гиап                                                                 | Як-1, P-39 Аэрокобра,Ла-7                           | |
| Беляков, Анатолий Никитович          | 7             |                                  | 87/-                                       | 5 гиап                                                                         | Ла-5                                                | |
| Бобышев, Борис Александрович         | 7             |                                  | 165/-                                      | 65 гиап                                                                        | Як-1, Як-9, Як-3                                    | |
| Богданов, Павел Денисович            | 7             |                                  | ок.90/-                                    | 27 иап СФ 255 иап СФ                                                           | Харрикейн, P-39 Аэрокобра                           | |
| Бражников, Лазарь Трофимович         | 7             |                                  | ок.140/-                                   | 523 иап 18 гиап 900 иап                                                        | Ла-5, Як-3, Як-9                                    | |
| Бродников, Николай Васильевич        | 7             |                                  | 239/72                                     | 236 иап 112 гиап                                                               | Як-1, Як-7, Як-9, Як-3                              | |
| Брыжко, Леонид Арефьевич             | 7             |                                  | -/-                                        | 21 иап БФ                                                                      | Як-1, Як-7, Як-9                                    | Сбит и погиб в воздушном бою 13 апреля 1945 года. |
| Брызгунов, Алексей Прокофьевич       | 7             |                                  | -/-                                        | 866 иап                                                                        | Як-1, Як-7                                          | Не вернулся из боевого вылета 23 октября 1943 года. |
| Бургонов, Николай Фёдорович          | 7             |                                  | 99/16                                      | 27 иап 129 гиап                                                                | Як-1, P-39 Аэрокобра                                | Сбит в воздушном бою 30 мая 1944 года и попал в плен, освобождён в мае 1945 года. |
| Быконя, Павел Иванович               | 7             |                                  | 157/24                                     | 14 гиап                                                                        | Як-1, Як-9                                          | Сбит и погиб в воздушном бою 3 июля 1944 года. |
| Васильев, Виктор Петрович            | 7             |                                  | 167/22                                     | 69 гиап                                                                        | P-39 Аэрокобра                                      | |
| Вовченко, Григорий Дмитриевич        | 7             |                                  | 137/20                                     | 728 иап                                                                        | Як-7, Як-9                                          | |
| Войтаник, Трофим Алексеевич          | 7             |                                  | 92/-                                       | 440 иап 63 гиап 66 гиап                                                        | ЛаГГ-3, Ла-5                                        | 1 самолёт сбил тараном. |
| Врунов, Юрий Григорьевич             | 7             |                                  | -/-                                        | 2 иап 293 иап                                                                  | Як-1, Як-9                                          | Не вернулся из боевого вылета 15 марта 1944 года. |
| Гавриш, Виктор Павлович              | 7             |                                  | 48/18                                      | 265 иап                                                                        | Як-9                                                | |
| Галкин, Юрий Николаевич              | 7             |                                  | 100/22                                     | 53 иап                                                                         | Як-9                                                | |
| Гафанов, Габдулла Гаффанович         | 7             |                                  | 51/16                                      | 162 иап                                                                        | Як-1, Як-7                                          | Сбит и погиб в воздушном бою 19 августа 1943 года. |
| Геращенко, Иван Миронович            | 7             |                                  | 133/-                                      | 14 гиап                                                                        | Як-1, Як-9                                          | |
| Головенко, Андрей Макеевич           | 7             |                                  | -/-                                        | 3 гиап                                                                         | Ла-5                                                | Сбит и погиб в воздушном бою 13 августа 1943 года. |
| Голубев, Николай Иванович            | 7             |                                  | -/-                                        | 72 гиап                                                                        | P-39 Аэрокобра                                      | Не вернулся из боевого вылета 29 октября 1944 года. |
| Градусов, Александр Дмитриевич       | 7             |                                  | -/-                                        | 402 иап                                                                        | Як-1                                                | |
| Гудаев, Александр Григорьевич        | 7             |                                  | 134/-                                      | 653 иап 65 гиап                                                                | Як-1, Як-9, Як-3                                    | |
| Гудилин, Александр Николаевич        | 7             |                                  | -/-                                        | 9 гиап 56 гиап                                                                 | ЛаГГ-3, Як-1, Як-3                                  | |
| Гуркин, Александр Иванович           | 7             |                                  | ок.110/-                                   | 291 иап                                                                        | Як-1, Як-9                                          | Сбит и погиб в воздушном бою 28 апреля 1944 года. |
| Давидян, Завен Сидранович            | 7             |                                  | -/-                                        | 431 иап                                                                        | Як-7                                                | Не вернулся из боевого вылета 4 ноября 1943 года. |
| Даниленков, Георгий Алексеевич       | 7             |                                  | 107/20                                     | 133 иап 233 иап                                                                | Як-1, Як-7, Як-9, Як-3                              | |
| Данилюк, Иван Степанович             | 7             |                                  | 72/20                                      | 248 иап 4 иап                                                                  | Як-7, Як-9                                          | 1 самолёт сбил тараном. |
| Дмитрик, Георгий Андреевич           | 7             |                                  | -/-                                        | 20 иап СФ                                                                      | Як-1, P-39 Аэрокобра                                | |
| Долгополов, Виктор Викторович        | 7             |                                  | -/-                                        | 897 иап                                                                        | Як-1                                                | Не вернулся из боевого вылета 26 сентября 1943 года. |
| Долгунов, Александр Петрович         | 7             |                                  | 80/-                                       | 455 иап                                                                        | Як-9, Як-3                                          | |
| Дорошин, Василий Степанович          | 7             |                                  | св.400/-                                   | 72 сап СФ 78 иап СФ                                                            | И-15бис, И-153, Харрикейн                           | Сбит в воздушном бою 23 июня 1943 года, совершил вынужденную посадку на воду, утонул до прибытия помощи. |
| Дубовик Николай Прохорович           | 7             |                                  | 188/39                                     | 49 иап                                                                         | Ла-5, Як-3                                          | |
| Ененков, Александр Васильевич        | 7             |                                  | ок.170/-                                   | 65 гиап                                                                        | Як-1, Як-9, Як-3                                    | |
| Ермаков, Василий Данилович           | 7             |                                  | -/-                                        | 437 иап 236 иап 112 гиап                                                       | Ла-5, Як-1, Як-7, Як-9                              | Сбит и погиб в воздушном бою 19 марта 1944 года. |
| Ефременко, Илья Фёдорович            | 7             |                                  | 165/20                                     | 6 иап 149 гиап                                                                 | Як-1, Як-7, Як-9, Як-3                              | |
| Ефремов, Василий Васильевич          | 7             |                                  | 274/ок.50                                  | 402 иап 129 иап 5 гиап                                                         | МиГ-3, ЛаГГ-3                                       | В советско-финской войне по неподтверждённым данным, сбил 7 самолётов. |
| Железнов, Николай Николаевич         | 7             |                                  | 219/52                                     | 866 иап                                                                        | Як-1, Як-7, Як-9, Як-3                              | |
| Зайцев, Игорь Павлович               | 7             |                                  | 130/-                                      | 438 иап 212 гиап                                                               | P-39 Аэрокобра                                      | |
| Закревский, Александр Васильевич     | 7             |                                  | ок.350/ок.35                               | 662 сап 254 иап                                                                | И-16, Ла-5                                          | |
| Замно, Александр Николаевич          | 7             |                                  | 122/-                                      | 402 иап                                                                        | Як-1, Як-3                                          | |
| Замышляев Александр Зиновьевич       | 7             |                                  | -/-                                        | 976 иап                                                                        | Як-7, Як-9                                          | |
| Замяткин, Евгений Павлович           | 7             |                                  | 98/26                                      | 518 иап                                                                        | Як-9                                                | |
| Запивахин, Анатолий Иванович         | 7             |                                  | ок.200/-                                   | 431 иап                                                                        | Як-7, Як-9                                          | |
| Зиновьев, Александр Алексеевич       | 7             |                                  | 227/37                                     | 866 иап                                                                        | Як-1, Як-7, Як-9, Як-3                              | |
| Золотухин, Василий Васильевич        | 7             |                                  | -/-                                        | 160 иап 137 гиап                                                               | Ла-5, Ла-7                                          | |
| Иванов, Виктор Тихонович             | 7             |                                  | -/-                                        | 88 иап 159 гиап                                                                | ЛаГГ-3, Ла-5                                        | |
| Иванов, Константин Андреевич         | 7             |                                  | -/-                                        | 436 иап 67 гиап                                                                | P-40 Киттихаук, P-39 Аэрокобра                      | Не вернулся из боевого вылета 27 августа 1943 года. |
| Ивачев, Константин Фадеевич          | 7             |                                  | -/-                                        | 55 иап                                                                         | МиГ-3                                               | Не вернулся из боевого вылета 14 октября 1941 года. |
| Исмагамбетов, Великан Исмагамбетович | 7             |                                  | ок.70/-                                    | 483 иап                                                                        | Як-9                                                | Не вернулся из боевого вылета 22 сентября 1944 года. |
| Казаков, Владимир Васильевич         | 7             |                                  | -/-                                        | 866 иап                                                                        | Як-1, Як-7                                          | Не вернулся из боевого вылета 1 октября 1943 года. |
| Калашонок, Василий Исакович          | 7             |                                  | 444/92                                     | 116 иап 31 иап                                                                 | Ла-5, Ла-7                                          | |
| Калинин, Николай Васильевич          | 7             |                                  | -/-                                        | 159 иап                                                                        | Ла-5                                                | Не вернулся из боевого вылета 7 августа 1944 года. |
| Калмыков, Виктор Тимофеевич          | 7             |                                  | -/-                                        | 14 гиап 29 гиап                                                                | Як-1, Як-9                                          | |
| Караштин, Михаил Михайлович          | 7             |                                  | -/-                                        | 653 иап 976 иап                                                                | Як-1, Як-7, Як-9                                    | |
| Кильговатов, Олег Ануфриевич         | 7             |                                  | -/-                                        | 932 сап 9 гиап                                                                 | И-16, Як-1, P-39 Аэрокобра                          | Сбит и погиб в воздушном бою 10 апреля 1944 года. |
| Кириллов, Николай Фролович           | 7             |                                  | св.110/-                                   | 482 иап 181 иап                                                                | И-153, Ла-5                                         | Сбит и погиб в воздушном бою 19 августа 1943 года. |
| Киселёв, Борис Михайлович            | 7             |                                  | 160/-                                      | 270 иап 152 гиап                                                               | Як-1                                                | Сбит и погиб в воздушном бою 30 мая 1944 года. |
| Кобяков, Александр Михайлович        | 7             |                                  | -/-                                        | 65 гиап                                                                        | Як-1, Як-9, Як-3                                    | |
| Козлов, Иван Артемьевич              | 7             |                                  | ок.100/-                                   | 29 гиап                                                                        | Як-7, Як-9                                          | Сбит и погиб в воздушном бою 9 июня 1944 года. |
| Козлов, Иван Иванович                | 7             |                                  | 101/24                                     | 248 иап 157 иап                                                                | Як-9, Як-3                                          | |
| Козлов, Степан Максимович            | 7             |                                  | 150/-                                      | 977 иап 161 иап                                                                | И-153, Ла-5, Ла-7                                   | |
| Колбасовский, Иван Георгиевич        | 7             |                                  | -/-                                        | 32 иап                                                                         | Як-1, Як-7, Як-9                                    | Погиб в авиакатастрофе 19 июля 1943 года. |
| Колендо, Михаил Александрович        | 7             |                                  | -/-                                        | 897 иап                                                                        | Як-1, Як-9                                          | Сбит и погиб в воздушном бою 16 мая 1944 года. |
| Кондратьев, Пётр Леонтьевич          | 7             |                                  | -/-                                        | 522 иап 263 иап 215 иад                                                        | Ла-5, Ла-7                                          | |
| Коновалов, Николай Трофимович        | 7             |                                  | -/-                                        | 8 иап 42 гиап                                                                  | Як-1                                                | Погиб в тренировочном полёте 5 июня 1943 года. |
| Копайгора, Степан Дмитриевич         | 7             |                                  | ок.50/-                                    | 91 иап                                                                         | Як-7, Як-9                                          | Не вернулся из боевого вылета 24 января 1944 года. |
| Кочетков, Владимир Васильевич        | 7             |                                  | -/-                                        | 29 гиап                                                                        | Як-9                                                | Сбит зенитной артиллерией и погиб 11 июля 1944 года. |
| Кочкин, Николай Николаевич           | 7             |                                  | св.150/-                                   | 239 иап                                                                        | ЛаГГ-3, Як-7, Ла-5                                  | Сбит и погиб в воздушном бою 19 декабря 1942 года. |
| Кудлик, Василий Иванович             | 7             |                                  | св.150/св.20                               | 69 гиап                                                                        | P-39 Аэрокобра                                      | |
| Кулаков, Павел Васильевич            | 7             |                                  | -/-                                        | 161 иап                                                                        | Як-1                                                | В боях на Халхин-Голе сбил 4 японских самолёта в группе. Сбит и погиб в воздушном бою 20 июля 1942 года. |
| Куренок, Николай Карпович            | 7             |                                  | 122/21                                     | 20 иап СФ                                                                      | Як-1, P-39 Аэрокобра                                | |
| Кутовой, Василий Иванович            | 7             |                                  | -/-                                        | 21 иап 157 иап 163 иап 483 иап 265 иап                                         | Як-1, Як-7, Як-9                                    | |
| Лавренко, Иван Андреевич             | 7             |                                  | 100/-                                      | 5 гиап                                                                         | ЛаГГ-3, Ла-5, Ла-7                                  | Сбит в воздушном бою 8 августа 1943 года, освобождён в июле 1944 года, вернулся в свой полк. |
| Лапигин, Тимофей Михайлович          | 7             |                                  | -/-                                        | 67 гиап 30 гиап                                                                | P-39 Аэрокобра                                      | Сбит зенитной артиллерией и погиб 25 октября 1944 года. |
| Лебедев, Василий Григорьевич         | 7             |                                  | св.140/-                                   | 176 иап                                                                        | МиГ-3, Як-1                                         | |
| Левшенко, Семён Поликарпович         | 7             |                                  | 89/30                                      | 274 иап 296 иап 73 гиап 9 гиап                                                 | Як-7, Як-1                                          | Сбит и погиб в воздушном бою 27 июля 1943 года. |
| Лен, Александр Александрович         | 7             |                                  | 166/-                                      | 65 гиап                                                                        | Як-1, Як-9, Як-3                                    | |
| Лисецкий, Георгий Степанович         | 7             |                                  | -/-                                        | 900 иап 240 иад                                                                | Як-7, Як-9, Як-3                                    | |
| Лопаткин, Николай Григорьевич        | 7             |                                  | -/-                                        | 32 иап                                                                         | Як-9                                                | |
| Лоренц, Ростислав Александрович      | 7             |                                  | ок.250/-                                   | 180 иап 153 иап 28 гиап 68 гиап                                                | Харрикейн, P-39 Аэрокобра                           | |
| Мальков, Иван Александрович          | 7             |                                  | -/-                                        | 282 иап 9 гиап                                                                 | И-16, Як-1, P-39 Аэрокобра, Ла-7                    | |
| Маресьев, Алексей Петрович           | 7             |                                  | 87/-                                       | 296 иап 580 иап 63 гиап                                                        | И-16, Як-1, Ла-5                                    | Сбит в воздушном бою 5 апреля 1942 года, при переходе к своим по лесу отморозил ноги, после их ампутации вернулся в строй и сбил несколько самолётов.                                                                         |
| Марисаев, Николай Анатольевич        | 7             |                                  | 60/-                                       | 5 гиап                                                                         | Ла-5                                                | Не вернулся из боевого вылета 30 октября 1943 года. |
| Марков, Виталий Дмитриевич           | 7             |                                  | ок.30/-                                    | 728 иап                                                                        | Як-9                                                | Не вернулся из боевого вылета 31 марта 1944 года, попал в плен, освобождён после войны. |
| Масленников, Борис Васильевич        | 7             |                                  | 286/48                                     | 47 иап 528 иап 304 иап ОП ИАГ 9 гиап                                           | P-39 Аэрокобра, Ла-7                                | В Корейской войне лично сбил 3 самолёта США. |
| Медведев, Кирилл Аверьянович         | 7             |                                  | св.150/-                                   | 867 иап 107 гиап                                                               | Як-1, Як-7, Як-9                                    | |
| Мешков, Александр Павлович           | 7             |                                  | ок.190/-                                   | 72 гиап                                                                        | Як-7, P-39 Аэрокобра                                | Также сбил 1 аэростат. |
| Милокум, Иван Лукьянович             | 7             |                                  | -/-                                        | 191 иап                                                                        | P-40 Киттихаук                                      | Сбит и погиб в воздушном бою 6 марта 1944 года. |
| Мироненко, Семён Сергеевич           | 7             |                                  | -/-                                        | 937 иап                                                                        | Ла-5, Ла-7                                          | |
| Михайлюк, Владимир Тимофеевич        | 7             |                                  | ок.75/-                                    | 68 гиап                                                                        | P-39 Аэрокобра                                      | Не вернулся из боевого вылета 30 октября 1944 года. |
| Мороз, Иван Ефимович                 | 7             |                                  | ок.200/-                                   | 293 иап                                                                        | Як-1, Як-9                                          | |
| Мороз, Иван Константинович           | 7             |                                  | 202/22                                     | 721 иап                                                                        | ЛаГГ-3, Ла-5, Ла-7                                  | |
| Московец, Пимен Корнеевич            | 7             |                                  | -/-                                        | 161 иап 126 иад ПВО 274 иад 141 иад ПВО                                        | Як-1                                                | |
| Мотофонов, Иван Андреевич            | 7             |                                  | 69/-                                       | 306 иап                                                                        | Як-9                                                | |
| Муратов, Владимир Иванович           | 7             |                                  | 94/35                                      | 183 иап 427 иап 151 гиап                                                       | Як-1, Як-7, Як-9                                    | В мае 1944 года был сбит в воздушном бою и попал в плен, вскоре бежал и вернулся в полк. |
| Назаров, Александр Андреевич         | 7             |                                  | 124/19                                     | 53 иап 181 иад                                                                 | Як-9                                                | |
| Николенко, Леонид Александрович      | 7             |                                  | -/-                                        | 248 иап 107 гиап                                                               | Як-7, Як-1, Як-9                                    | |
| Новиков, Георгий Кузьмич             | 7             |                                  | -/-                                        | 269 иап                                                                        | ЛаГГ-3, Як-1, Як-9                                  | |
| Новиков, Дмитрий Михайлович          | 7             |                                  | 217/25                                     | 68 иап 647 сап 288 иап 104 гиап 9 гиад                                         | И-153, И-16, P-39 Аэрокобра                         | |
| Новиков, Михаил Михайлович           | 7             |                                  | -/-                                        | 16 гиап                                                                        | P-39 Аэрокобра                                      | Трагически погиб при несчастном случае 6 февраля 1945 года. |
| Носов, Иван Сергеевич                | 7             |                                  | ок.155/-                                   | 71 гиап 23 гиад                                                                | P-39 Аэрокобра                                      | В июне-ноябре 1941 года воевал в бомбардировочном авиаполку, выполнил 85 боевых вылетов на Пе-2 (включены в общий счёт). |
| Одиноков, Павел Фёдорович            | 7             |                                  | ок.130/-                                   | 270 иап                                                                        | Як-1                                                | Не вернулся из боевого вылета 7 октября 1943 года. |
| Олейников, Виталий Константинович    | 7             |                                  | -/-                                        | 438 иап 212 гиап                                                               | Як-9                                                | |
| Орловский, Фёдор Фёдорович           | 7             |                                  | 75/-                                       | 530 иап                                                                        | Ла-5, Ла-7                                          | |
| Остапчук, Александр Андреевич        | 7             |                                  | ок.50/-                                    | 5 гиап                                                                         | Ла-5                                                | Сбит и погиб в воздушном бою 4 июня 1943 года. |
| Павельев, Николай Дмитриевич         | 7             |                                  | -/-                                        | 116 иап                                                                        | И-16, Ла-5                                          | Не вернулся из боевого вылета 7 августа 1943 года. |
| Павлов, Иван Павлович                | 7             |                                  | 154/22                                     | 29 гиап                                                                        | Як-7, Як-9                                          | |
| Парамохин, Алексей Терентьевич       | 7             |                                  | ок.150/-                                   | 15 иап                                                                         | Як-1, Як-9, Як-3                                    | Не вернулся из боевого вылета 19 февраля 1945 года. |
| Перевеслов, Георгий Викторович       | 7             |                                  | св.80/-                                    | 115 гиап                                                                       | Як-9, Як-3                                          | |
| Пескарёв, Пётр Георгиевич            | 7             |                                  | 128/27                                     | 812 иап                                                                        | Як-1, Як-9                                          | Сбит и погиб в воздушном бою 12 апреля 1944 года. |
| Песков, Павел Ильич                  | 7             |                                  | 396/81                                     | 129 иап 5 гиап                                                                 | МиГ-3, ЛаГГ-3, Ла-5                                 | |
| Пеший, Иван Андреевич                | 7             |                                  | -/-                                        | 520 иап 434 иап                                                                | ЛаГГ-3, Як-1, Як-7                                  | Сбит и погиб в воздушном бою 20 сентября 1942 года. |
| Пилипенко, Алексей Михайлович        | 7             |                                  | св.200/-                                   | 78 иап СФ                                                                      | Харрикейн                                           | Сбит и погиб в воздушном бою 20 июля 1943 года. |
| Подымов, Николай Автономович         | 7             |                                  | -/-                                        | 812 иап                                                                        | Як-1, Як-9                                          | Не вернулся из боевого вылета 11 марта 1944 года. |
| Полухин, Александр Михайлович        | 7             |                                  | св.200/св.45                               | 274 иап 894 иап 33 иап 104 гиап                                                | P-39 Аэрокобра                                      | 1 самолёт сбил тараном. |
| Полушкин, Николай Архипович          | 7             |                                  | св.170/св.20                               | 127 иап 738 иап ПВО 832 иап 11-й иап Войска Польского                          | И-153, Як-1, Як-9                                   | |
| Потапов, Василий Дмитриевич          | 7             |                                  | 190/21                                     | 4 гиап БФ                                                                      | И-16, Ла-5, Ла-7                                    | |
| Пригонников, Леонид Яковлевич        | 7             |                                  | 159/22                                     | 9 иап 211 гиап                                                                 | P-39 Аэрокобра                                      | |
| Пузыренко, Виталий Григорьевич       | 7             |                                  | -/-                                        | 164 иап                                                                        | Ла-5                                                | Сбит и погиб в воздушном бою 21 марта 1945 года. |
| Пятак, Алексей Пантелеевич           | 7             |                                  | ок.160/-                                   | 91 иап                                                                         | Як-9, Як-3                                          | |
| Рагулин, Виктор Яковлевич            | 7             |                                  | ок.80/-                                    | 179 иап                                                                        | Як-1, Як-9                                          | Не вернулся из боевого вылета 21 марта 1945 года. |
| Разуванов, Иван Николаевич           | 7             |                                  | 196/54                                     | 434 иап 32 гиап                                                                | Як-7, Як-1, Ла-5, Ла-7                              | |
| Родин, Михаил Павлович               | 7             |                                  | 274/-                                      | 28 гиап                                                                        | P-39 Аэрокобра                                      | |
| Рой, Алексей Игнатьевич              | 7             |                                  | 192/19                                     | 116 иап                                                                        | Ла-5                                                | |
| Рыбалка, Виталий Викторович          | 7             |                                  | св.300/-                                   | 122 иап                                                                        | МиГ-3, Як-1, Як-7, Як-9                             | |
| Рябичев, Николай Николаевич          | 7             |                                  | -/-                                        | 517 иап                                                                        | Як-1, Як-7, Як-9                                    | |
| Свинаренко, Иван Лукич               | 7             |                                  | 283/-                                      | 45 иап 100 гиап 21 гиап 69 гиап                                                | Як-1, P-39 Аэрокобра                                | Сбит в воздушном бою 14 августа 1942 года, выбросился с парашютом над оккупированной территорией, скрывался до прихода советских войск, весной 1943 года вернулся в строй.                                                    |
| Свиридов, Тимофей Парфентьевич       | 7             |                                  | -/-                                        | 252 иап 867 иап 107 гиап                                                       | И-15бис, Як-1, Як-7, Як-9                           | |
| Свитченок, Николай Фомич             | 7             |                                  | 278/20                                     | 168 иап 20 иап 139 гиап 523 иап                                                | Як-1, Як-9, Ла-5, Ла-7                              | В советско-финской войне сбил 2 самолёта в группе. |
| Сердюков, Василий Кузьмич            | 7             |                                  | ок.100/-                                   | 31 иап                                                                         | Ла-5                                                | Не вернулся из боевого вылета 31 января 1944 года. |
| Симанович, Иван Фёдорович            | 7             |                                  | -/-                                        | 653 иап 269 иап                                                                | И-15бис, ЛаГГ-3                                     | Погиб в авиакатастрофе 19 апреля 1943 года. |
| Скляренко, Иван Григорьевич          | 7             |                                  | 275/51                                     | 14 гиап                                                                        | Як-1, Як-9                                          | Сбит в воздушном бою 16 июля 1944 года и попал в финский плен, освобождён в ноябре 1944 года. |
| Смирнов, Павел Александрович         | 7             |                                  | ок.170/-                                   | 68 гиап                                                                        | P-39 Аэрокобра                                      | Не вернулся из боевого вылета 26 марта 1945 года. |
| Смыков, Пётр Леонтьевич              | 7             |                                  | 297/-                                      | 66 гиап                                                                        | Як-9, Як-3                                          | |
| Стрельников, Василий Поликарпович    | 7             |                                  | 150/св.15                                  | 78 иап СФ                                                                      | Харрикейн, P-40 Киттихаук                           | |
| Суни-Оглы, Нури Фирахович            | 7             |                                  | 385/50                                     | 431 сап 162 иап                                                                | ЛаГГ-3, Як-1, Як-7, Як-9                            | |
| Тавруев, Григорий Тимофеевич         | 7             |                                  | 49/14                                      | 866 иап                                                                        | Як-1                                                | Не вернулся из боевого вылета 12 марта 1943 года. |
| Терещенко, Василий Данилович         | 7             |                                  | 334/-                                      | 270 иап 152 гиап                                                               | И-153, ЛаГГ-3, Як-1, Як-7, Як-9                     | |
| Ткачёв, Дмитрий Ефимович             | 7             |                                  | ок.80/-                                    | 895 иап 236 иап 13 иап 111 гиап                                                | Як-1, Ла-5                                          | Не вернулся из боевого вылета 27 апреля 1944 года. |
| Ткаченко, Иван Дмитриевич            | 7             |                                  | св.100/-                                   | 176 иап                                                                        | Як-1, Як-3                                          | |
| Ткачук-Матвейчук Илья Константинович | 7             |                                  | ок.150/-                                   | 86 гиап                                                                        | Як-9, Як-3                                          | |
| Толстов, Анатолий Афанасьевич        | 7             |                                  | -/-                                        | 184 иап 876 сап 900 иап                                                        | И-16, Як-9                                          | |
| Трунов, Пётр Фёдорович               | 7             |                                  | св.50/-                                    | 42 иап 133 гиап                                                                | Як-7, Як-9                                          | Не вернулся из боевого вылета 17 октября 1943 года. |
| Тужилкин, Виктор Павлович            | 7             |                                  | -/-                                        | 160 иап 137 гиап                                                               | Ла-5, Ла-7                                          | |
| Фабрика, Григорий Артёмович          | 7             |                                  | 109/17                                     | 265 иап                                                                        | Як-9                                                | |
| Филатов, Александр Иванович          | 7             |                                  | св.165/-                                   | 45 иап                                                                         | Як-1                                                | Сбит и погиб в воздушном бою 28 августа 1942 года. |
| Филиппов, Михаил Иванович            | 7             |                                  | 129/27                                     | 11 иап 43 иап                                                                  | Як-1, Як-9                                          | |
| Французов, Иван Саватьевич           | 7             |                                  | ок.40/-                                    | 270 иап                                                                        | Як-1                                                | Сбит зенитным огнём и погиб 7 августа 1943 года. |
| Халилов, Нурий Исмаилович            | 7             |                                  | -/-                                        | 291 иап                                                                        | Як-1                                                | Не вернулся из боевого вылета 29 мая 1943 года. |
| Ходеев, Трофим                       | 7             |                                  | -/-                                        | 863 иап                                                                        | ЛаГГ-3, Ла-5                                        | Погиб в авиакатастрофе 10 декабря 1944 года. |
| Хотеев, Василий Павлович             | 7             |                                  | ок.120/-                                   | 485 иап 72 гиап                                                                | Як-1, Як-7, P-39 Аэрокобра                          | Не вернулся из боевого вылета 29 октября 1944 года. |
| Хрошин, Николай Алексеевич           | 7             |                                  | 243/42                                     | 516 иап 153 гиап                                                               | Як-1, Як-7, Як-9                                    | |
| Целковиков, Алексей Филимонович      | 7             |                                  | 116/-                                      | 43 иап 512 иап 53 гиап 116 гиап                                                | Як-1, Як-3                                          | |
| Цехелашвили, Павел Алексеевич        | 7             |                                  | 55/19                                      | 111 гиап ОАГ ВОШВБ                                                             | Ла-5, Ла-7                                          | |
| Цупко, Василий Фёдорович             | 7             |                                  | ок.110/-                                   | 89 гиап                                                                        | Як-9                                                | |
| Черногор, Константин Леонтьевич      | 7             |                                  | ок.110/-                                   | 611 иап                                                                        | Як-1, Як-9, Як-3                                    | Сбит и погиб в воздушном бою 25 декабря 1944 года. |
| Черных, Александр Александрович      | 7             |                                  | 129/21                                     | 116 иап                                                                        | Ла-5                                                | Сбит и погиб в воздушном бою 16 января 1945 года. |
| Чесноков, Николай Фёдорович          | 7             |                                  | -/-                                        | 86 гиап                                                                        | Як-7, Як-9, Як-3                                    | |
| Чуносов, Михаил Егорович             | 7             |                                  | -/-                                        | 402 иап                                                                        | МиГ-3                                               | Сбит и погиб в воздушном бою 16 августа 1941 года. |
| Шаруев, Иван Сергеевич               | 7             |                                  | 150/29                                     | 438 иап 212 гиап                                                               | P-39 Аэрокобра                                      | |
| Шевченко, Виктор Пантелеевич         | 7             |                                  | -/-                                        | 20 иап СФ                                                                      | Як-1, P-39 Аэрокобра                                | Сбит и погиб в воздушном бою 11 октября 1944 года. |
| Шинкарук, Ульян Исакович             | 7             |                                  | -/-                                        | 236 иап                                                                        | Як-1                                                | Не вернулся из боевого вылета 3 августа 1943 года. |
| Шупик, Павел Трофимович              | 7             |                                  | 92/24                                      | 247 иап                                                                        | Як-1                                                | В мае 1942 года был тяжело ранен, списан с лётной работы. |
| Юркевич, Иван Иванович               | 7             |                                  | св.300/-                                   | 89 иап 20 гиап 195 иап                                                         | Харрикейн, P-40 Киттихаук, Як-7, Як-9               | В Корейской войне сбил лично 1 самолёт. |
| Ясанис, Сергей Юлианович             | 7             |                                  | 416/47                                     | 437 иап 113 гиап                                                               | Ла-5, Ла-7                                          | В мае 1945 года представлялся к званию Героя Советского Союза. |